# 全鱗鱷齒魚
全鱗鰐齒魚，为輻鰭魚綱鱸形目鱷鱚亞目鱷齒鱚科的其中一種。分布於印度西太平洋區，包括西澳大利亞、日本及菲律賓等海域，棲息深度在水深406公尺，背鰭硬棘4-6枚;背鰭軟條18-23枚;臀鰭軟條16-21枚，體長可達12.8公分。